# Éculizumab
L'éculizumab (nom commercial : Soliris) est un anticorps monoclonal dirigé contre la fraction C5 du complément. En se liant avec le facteur C5, il en bloque son clivage (empêche la formation de C5a et C5b) et inhibe de ce fait, en partie, le processus inflammatoire (activité pro-inflammatoire de C5a).
Soliris est commercialisé par Alexion Pharmaceuticals. Son utilisation est actuellement réservée au traitement de l’hémoglobinurie paroxystique nocturne ; elle a été approuvée par la FDA le 16 mars 2007 et par l’Agence européenne des médicaments le 20 juin 2007.

## Dans l’hémoglobinurie paroxystique nocturne
Il permet de diminuer l'hémolyse, l'hémoglobinurie et les besoins transfusionnels. Il améliore ainsi la qualité de vie des patients. Poursuivi chez la femme enceinte, il semble avoir un effet favorable sur les complications thrombo-emboliques de la maladie sans être délétère sur le fœtus. 

## Dans le syndrome hémolytique et urémique
Cet anticorps a été expérimenté lors de l’épidémie de syndrome hémolytique et urémique de 2011  dû à Escherichia coli O104:H4. L’Agence française de sécurité sanitaire des produits de santé – afssaps – autorise l’utilisation de l’éculizumab, selon le protocole consensuel allemand : patient avec diagnostic avéré et atteinte neurologique,. Il existe cependant des résistances à cette molécule (moins de 5 % des cas) secondaires à la présence d'un variant du gène codant le C5.
Soliris serait le médicament le plus cher au monde : 409 500 $ par an de traitement en 2010.